# Пёхалево
Пёхалево — деревня в Сясьстройском городском поселении Волховского района Ленинградской области.

## История
Деревня Пехолева упоминается на карте Санкт-Петербургской губернии 1792 года А. М. Вильбрехта.
На карте Санкт-Петербургской губернии Ф. Ф. Шуберта 1834 года обозначена деревня Пехолева.

ПЕХОЛЕВО — деревня принадлежит Казённому ведомству, число жителей по ревизии: 22 м. п., 27 ж. п. (1838 год)

Деревня Пехолева отмечена на карте Ф. Ф. Шуберта 1844 года.

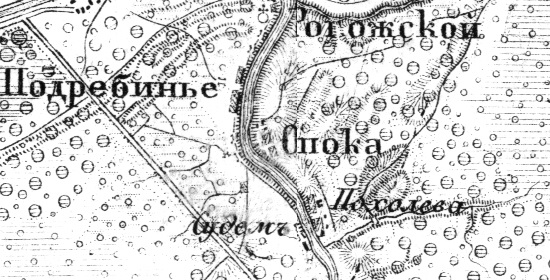
Деревня Пёхалево на карте Ф. Ф. Шуберта 1855 года

На карте Ф. Ф. Шуберта 1855 года деревня названа Похолева.

ПЕХОЛЕВО — деревня Ведомства государственного имущества, по просёлочной дороге, число дворов — 13, число душ — 27 м. п. (1856 год)

ПЕХОЛЕВО — деревня казённая при реке Сяси, число дворов — 17, число жителей: 29 м. п., 36 ж. п.; Часовня православная (1862 год)

Согласно епархиальным сведениям 1899 года деревня относилась к приходу собора Успения Пресвятой Богородицы (ранее Успенско-Сясьского погоста) в селе Рогожа.
В конце XIX века деревня административно относилась к Шахновской волости 2-го стана Новоладожского уезда Санкт-Петербургской губернии, в начале XX века — 3-го стана.
По данным «Памятной книжки Санкт-Петербургской губернии» за 1905 год деревня Пехалево входила в Опоцкое сельское общество.
Согласно военно-топографической карте Петроградской и Новгородской губерний издания 1915 года деревня называлась Похалева.
С 1917 по 1919 год деревня входила в состав Опокского сельсовета Иссадской волости Новоладожского уезда.
С 1919 года в составе Подрябинского сельсовета.
С 1923 года в составе Октябрьской волости Волховского уезда.
С февраля 1924 года в составе Сясько-Рядковского сельсовета, с марта 1924 года вновь в составе Подрябинского сельсовета Колчановской волости.
С 1927 года в составе Волховского района.
С 1928 года в составе Пульницкого сельсовета.
По данным 1933 года деревня Пёхалево входила в состав Пульницкого сельсовета Волховского района.
В 1939 году население деревни составляло 171 человек.

Деревня Пехалево на карте 1940 года

С 1946 года в составе Новоладожского района.
В 1958 году население деревни составляло 91 человек.
С 1963 года вновь в составе Волховского района.
По данным 1966, 1973 и 1990 годов деревня Пёхалево также входила в состав Пульницкого сельсовета.
В 1997 году в деревне Пёхалево Пульницкой волости проживали 15 человек, в 2002 году — 19 человек (все русские).
В 2007 году в деревне Пёхалево Сясьстройского ГП — 11.

## География
Деревня находится в северной части района на автодороге 41К-056 (Сясьстрой — Колчаново — Усадище).
Расстояние до административного центра поселения — 5 км.
Расстояние до ближайшей железнодорожной станции Колчаново — 10 км.
Деревня расположена на правом берегу реки Сясь.

## Демография
| 1838 | 1862 | 1997 | 2002 | 2007 | 2010 | 2017 |
| ---- | ---- | ---- | ---- | ---- | ---- | ---- |
| 49   | ↗65  | ↘15  | ↗19  | ↘11  | ↗17  | ↗23  |

### Национальный состав
Согласно данным Всероссийской переписи населения 2021 года в деревне проживали 33 человека, из них русские — 32, другие национальности — 1 человек.